# ANTIFA

1930年代のドイツ共産党の主導した「反ファシスト行動（Antifaschistische Aktion）」のロゴ。2本の赤旗は共産主義者が社会主義者と団結することを象徴している（the two red flags on its logo symbolized Communists in unity with socialists）。

現代のANTIFAのロゴ。ベースは1930年代の反ファシスト運動（Antifaschistische Aktion）のロゴだが、1本の旗は赤い旗からアナキズム（無政府主義）とオートノミズム（自律的マルクス主義）の2つを表す黒旗に置き換えられている。また赤と黒の旗は同時にアナルコ・サンディカリスム（無政府・労働組合主義）をも表す。

ANTIFA（アンティファまたはアンティーファ　英語: antifa, ドイツ語: Antifa）とは、「積極的にファシズムに反対している個人や集団」、または反ファシスト、反人種差別の政治運動である。英語としての最初の使用例は1946年であり、語源はドイツ語「Antifa」で、反ファシスト（antifaschistisch）の略語。さらに遡ると、由来は反ファシスト運動（Antifaschistische Aktion）および他の連語。主な目的はネオナチや白人至上主義者などの極右勢力に対抗することである。
中央組織を持たず、自律的な複数のグループや個人の緩やかな連合体として存在し、非暴力的な直接行動や抗議活動のほか、一部には暴力的手段を用いる者もいる。
参加者は反権威主義、反資本主義、反国家主義など多様な左翼思想を持ち、アナーキズム、共産主義、社会主義を支持する者が多いが、社会民主主義者も含まれる。名称やシンボルはドイツの歴史的な反ファシズム運動に由来する。現代のアメリカにおけるANTIFAの起源は、1980年代の反人種差別行動にさかのぼるとされる。
2016年のドナルド・トランプ大統領選出以降、ANTIFAの活動は注目を集めるようになった。左派の一部や市民権団体からは暴力的手法への批判があり、また民主・共和両党の政治家からも暴力行為は非難されている。右派の政治家や団体はANTIFAをテロ組織や暴力集団と位置づけ、左派的またはリベラルな抗議活動の総称として使用している。学術的には、ANTIFAは極右の台頭に対抗する正当な社会運動として評価されることが多く、右翼過激主義と同等視することは否定されている。調査によれば、ANTIFAの活動の大部分は非暴力的であるとされる。
さまざまな右翼団体や個人によって、ANTIFAの信用を失墜させようとする偽情報の拡散が意図的に行われており、その多くは、ツイッター上でANTIFAを装ったオルタナ右翼や4chanのユーザーから発信された偽旗作戦である。一部のデマは、右寄りのメディアや政治家によって取り上げられ、事実のように描かれている。トランプ政権は、ANTIFAをテロ組織として指定するよう繰り返し求めていたが、学者や法律の専門家からは法的権限や表現の自由の観点から批判を受けている。複数の報告書や研究は、ANTIFAが主要な国内テロの脅威ではないと結論づけている。

## 概要
通常、緩やかに構造化された左派から極左までを含む様々な自主的潮流の総称である。1930年代のドイツで台頭した反ファシスト運動にルーツがあるといわれ、現在はアメリカやイギリスなどにも拠点を置く。ANTIFAには中心組織や指導者がない。多くは黒いマスクや服装を着用し、ブラック・ブロックも実施する。ANTIFAは、ネオナチ、ネオ・ファシズム、白人至上主義、人種差別主義、そしてこれらを包括した概念となったオルタナ右翼などに反対する。
オックスフォード辞典は2017年に "antifa" を登録した。名誉毀損防止同盟は、"antifa" との呼称（ラベル）は、「ファシストを敵として積極的に対決する事を求める人々」に限定すべきとし、全ての反ファシズムの抵抗者や抗議者を含めるのは誤用としている。
分類
1. 1932年から1933年にかけてヴァイマル共和政下のドイツに存在した組織の「反ファシスト・アクション（Antifaschistische Aktion）」の略称。ヴァイマル共和政下のドイツにて、ドイツ共産党が主導し、ヨシフ・スターリンに忠実なエルンスト・テールマンに指導された。従来の「社会ファシズム論からの転換」のため、従来敵対していた社会民主主義者を含む社会主義者を取り込むために「反ファシズム」を掲げて組織された。ANTIFAの2本の赤い旗は、共産主義者と社会主義者の団結を象徴する[1]。
2. 1960~70年代のドイツに始まり、アメリカ合衆国など他国へも広がった反ファシズム運動の自称および他称。攻撃・批判対象への物理的暴力も厭わない極左運動のため、ドイツ政府は過激主義であるANTIFAグループを監視している[54]。

2017年に歴史家のMark Brayは著作『Antifa: 反ファシズム・ハンドブック』で、1930年代の "ANTIFA" および現代の "ANTIFA"の歴史を記述した。

## 現代の各国

### ドイツ連邦共和国（旧西ドイツ）
戦後のドイツのANTIFA(Antifa)運動は、アナキズムやオートノミズムや共産主義など多数の異なったグループや個人から構成される。彼らは「反ファシスト」を主張し、通常は「ANTIFA」の略称を使用し、1930年代の「反ファシスト運動」を讃える。
戦後のANTIFA運動は、1960年代および1970年代初頭に西ドイツ政府を「ファシズム」と呼んで反対した学生主体のグループの「議会外反対」(ドイツ語: Außerparlamentarische Opposition)を起源に持つ。現代のANTIFA運動の初期グループは、1970年代当初に毛沢東主義のドイツ共産主義者同盟(ドイツ語: Kommunistischer Bund, KB)により結成された。
1930年代の「反ファシスト運動」がドイツ共産党と関係を持ち、産業労働者階級の政策に関連したのに対して、1980年代や1990年代初期の「オートノミスト」は反権威的なリバタリアンマルクス主義や無政府共産主義などを主張し、特定の政党とは連携しなかった。1987年に「反ファシスト情報シート」を発行した。
戦後のANTIFA運動は1990年のドイツ再統一の後から1990年代の前半にかけて最大となり、1990年にはAutonome Antifa (M) がゲッティンゲンで発行された。
ドイツのANTIFA運動はドイツ再統一後に主に3つの陣営に分裂した。
- 反帝国主義 ANTIFA - 最大グループ。共産主義者正統の伝統的立場を重視し、反シオニズム（反イスラエル）であることを反ファシズム闘争の一部とみなしている陣営。
- 反独親以 ANTIFA - 国家としての西ドイツ（ドイツ連邦共和国、西独）を批判し、イスラエル（以色列）を支持する陣営。
- イスラエル関して、立場が無いか、ドイツにおける反ファシスト運動には関係が無いとみなしている陣営。

戦後ANTIFAのグループの多くは彼らの「ファシズム」の理解の中に戦争、性差別、人種差別、同性愛嫌悪などの広範に関連する諸問題が含まれていると認識している。また多くの場合、彼らの「ファシズム」の理解には企業、政府、特に警察や軍隊などが含まれている。
2016年時点でドイツ連邦政府は、極左（左翼過激派）の監視対象と見なしている。ANTIFAは表面的に自分たちは右翼過激派と戦うためだとしているが、彼らは「ファシズム」とは資本主義にルーツがあるモノと主張している。そのため、彼らの主張「反ファシズム」には「反資本主義」が内包されている。ドイツ連邦政府は実際のANTIFAの目的は「ブルジョア民主主義」と見なしているドイツ国家体制であると指摘し、連邦政府は過激主義との戦いとしてANTIFAを監視している 。

### イギリス
1985年にイギリスで、反ファシストおよび反人種差別者組織の広範な範囲によって、反ファシスト組織のAnti-Fascist Action (AFA) が結成された。その活動はイギリス国民戦線やイギリス国民党などの極右組織と闘うことだった。1990年代のイギリスではファシストの街頭活動が大幅に減少した。AFAの著名な動員活動には、1992年の「ウォータールーの戦い」などの暴力的な衝突や、1990年代初期のユニティ・カーニバルなどの非暴力イベントなどがある。

### フランス
フランスでは1980年代に、ジャン＝マリー・ル・ペンの国民戦線に反対する、自主的な反ファシストグループが発生した。1990年代に反ファシストのネットワークAction antifasciste (Antifa, AFA)が形成され、その目的は国民戦線とその考えと闘うことであった。

### スウェーデン
スウェーデンでは1993年に Antifascistisk Aktion (AFA) が結成された。AFAはオートミズムの文化の一部で、反ファシズム、環境保護、動物の権利活動などの左派活動をさまざまな形態で展開している。 この運動には多くの異なる思想を持つ人々が含まれているが、運動の思想の中心には一種の急進的な左翼主義がある。AFAは彼らの思想により、また警察による監視の結果として、指導者のいないフラットな組織で、多数の独立したグループから構成されている。AFAはヨーロッパ中の他の反人種差別グループと連携している。

### オーストリア
オーストリアでは1995年にRosa Antifa (ドイツ語: Rosa Antifa Wien für freie Liebe und Anarchie、自由な愛とアナーキーのためのウィーンの薔薇のAntifa）が結成された。活動家は定期的なデモ活動などを行い、パンフレットの作成や配布を行っている。Rosa Antifaは反ファシズムに加えて、性差別、人種差別、反ユダヤ主義、搾取、緊縮財政などとの闘いを主張し、また国家や政府の無い社会を主張している。

### アメリカ合衆国
アメリカ合衆国で最初のANTIFAグループとされているのは、2007年にオレゴン州 ポートランドで結成されたRose City Antifa (RCA)である。RCAは2016年アメリカ合衆国大統領選挙後に、治安当局やドナルド・トランプ大統領の支持者と衝突した。
2019年にはポートランド市内の極右集団と衝突し、双方から武器が押収され逮捕者も出た。
2020年5月31日、ジョージ・フロイドの死に端を発する2020年ミネアポリス反人種差別デモなどにANTIFAが関与しているとしてアメリカ合衆国大統領のドナルド・トランプは自身のTwitterで「アメリカ合衆国は、ANTIFAをテロ組織として認定するだろう」とツイートしたが、CNNは「クレイジーな判断であり合衆国憲法に違反している」との同局の国家安全保障アナリストピーター・バーゲンの見解を掲載し、ロイター通信は、破壊・略奪などの行為は大半が騒ぎに便乗した一般人によるもので特定の政治的勢力が煽動したものは限定的と報じた。FBI長官は今回の暴動でANTIFAの関与を示唆する発言をしたが、The Nationが入手したFBIの内部報告書では、FBIの諜報活動で今回の騒乱にANTIFAの関与を示す証拠は見つからなかったと報告された。

### 日本
山田敏弘のJBpressでの取材によると、2013年に対レイシスト集団行動（C.R.A.C.）の周辺にANTIFAを名乗る集団が出現し、公安警察もこれを注視し警戒を強めている。
2020年5月22日、東京都渋谷区でクルド人男性が警察官による職務質問中に制圧され負傷した事件を受け、約200人が警視庁渋谷署前で抗議デモを行った。このデモにはANTIFAが関与したと、山田敏弘がJBpressで報じている。日本クルド文化協会は、事件の発端となった男性の行為は日本の法律や慣習に照らして擁護できず、デモがかえって偏見を助長したと批判している。また、デモ参加者の多くは普段クルド人支援活動に関わらない日本人であったと指摘している。同協会はこれらのデモに関与せず、支持もしていないと明言している。

## デマと陰謀論
右派陰謀論の中で、抗議活動における暴力や器物破壊の多くがANTIFAの仕業とされるが、これを裏付ける具体的な証拠は存在せず、FBIなどの捜査機関もANTIFAの関与を否定している。一方で、ANTIFAを単一の組織であり指導者や秘密の資金源を持つかのように誤認させる陰謀論が、右派の活動家やメディア、政治家によって広く拡散されている。これにはトランプ政権関係者や2020年のトランプ陣営も含まれ、敵対勢力のイメージを歪めるために捏造画像や偽アカウントなどの偽証拠を意図的に作成・拡散する手法が用いられている。こうした偽情報は右派メディアや政治家によって事実として報じられることもある。トランプ大統領はANTIFAをテロ組織に指定する意向を示すなど、政治的な利用もみられる。ANTIFAは反ファシズムや反差別を掲げる緩やかなネットワークであり、誰でも名乗れるスローガン的な存在であるため、悪事の犯人として安易に指摘されやすい。こうした誤情報や陰謀論は、社会的分断や混乱を助長している。

### 代表的な偽情報の事例
＃PunchWhiteWomenキャンペーン（2017年）
2017年8月、偽のANTIFAアカウントによる「#PunchWhiteWomen（白人女性を殴れ）」という写真の捏造キャンペーンが拡散された。イギリスの女優アンナ・フリエルが出演した反家庭内暴力キャンペーンの画像が加工され、「53％の白人女性がトランプに投票したので、53％の白人女性はこうなるべきだ」といった虚偽のメッセージとともに投稿された。この偽情報は掲示板4chanで組織的に拡散された。2017年のユナイト・ザ・ライト集会後にも、2009年アテネの暴動の写真を加工した偽画像が反ファシズム運動のシンボルを身につけた人物が警官を攻撃しているかのように拡散された。2017年のラスベガス銃乱射事件後も、犯人が反ファシズム運動の「メンバー」であるとするデマが流布された。別の有名なANTIFAの偽アカウントは、ロシア発のジオタグを付けて投稿したため、Twitterから追放された。このようなANTIFAの偽アカウントは、右寄りのメディアによって本物であると繰り返し報道されてきた。
ANTIFA内戦陰謀論 (2017)
2017年10月、反ファシズム集団が11月に暴力的な反乱や内戦を計画しているとする陰謀論がYouTubeなどで拡散され、アレックス・ジョーンズら極右人物によって煽られた。これは「ファシズムを拒否せよ」というグループがトランプ大統領に対して行った抗議行動を根拠としたものであるが、実際の抗議デモは大きな混混乱なく行われた。
偽ANTIFAマニュアル (2017)
2017年には偽の「ANTIFAマニュアル」がオンラインで流布され、反名誉毀損同盟（ADL）は内容の多くが反ファシズム運動の実態と異なり、左翼の言説を不自然に模倣したものであると指摘している。同じ画像は2020年のBlack Lives Matter抗議運動に関する投稿でも拡散され、alt-liteの陰謀論者ジャック・ポソビエックによるTwitter投稿にも含まれていた。
ルイジアナ州警察による偽リスト使用疑惑 (2018)
2018年9月、ルイジアナ州警察が8chanの掲示板に投稿された偽のANTIFA活動家リストを使用していた疑惑が浮上。リストにはトランプ反対のオンライン署名者の数千人の名前が多数含まれていた。警察は調査中のためリストを公開しないとし、訴訟が提起された。請求者は、警察がリストの開示を拒否したことは、警察が偽のリストの信憑性を実際に信じ、捜査や訴訟に使用していたことを示しているとしている。
ジョージ・フロイド抗議運動に関する偽情報（2020年）
抗議運動中、ANTIFAが暴動を扇動しているとの根拠のない噂がSNSで拡散され、少なくとも41の都市や町で警戒が強まった。Twitter上の偽ANTIFAアカウント「@ANTIFA_US」は白人至上主義グループ「Identity Evropa」と関連が判明し凍結された。保守系メディアやトランプ支持者は、ANTIFAが郊外や地方都市に侵入し暴動を起こすといった虚偽情報を拡散した。また、抗議活動中に75歳の男性が警察官に押されて転倒し重傷を負った事件について、トランプ大統領は同氏を「ANTIFAの工作員」や「警察を陥れようとする仕掛け人」とツイートし、共和党内外からも批判が相次いだ。
オレゴン州およびカリフォルニア州の山火事に関するデマ（2020年）
オレゴン州の大規模山火事について「ANTIFAが放火した」とのデマが拡散したが、FBIポートランド支部は「根拠なく、消火活動の妨げになる」と公式に否定した。カリフォルニア州の大火災でも極右メディアが「左翼テロ」と主張したが、消防当局は自然発火説を支持している。
連邦議事堂襲撃事件に関する虚偽の説（2021年）
2021年1月6日の連邦議事堂襲撃事件では、ANTIFAがトランプ支持者を装って暴動を起こしたとする虚偽の説がトランプ支持者や保守派政治家の間で広まった。議会議員ポール・ゴサーは最初にANTIFAの関与を主張し、トランプの弁護士も「最初に逮捕されたのはANTIFAのリーダーだった」と述べた。しかしFBIはANTIFAの関与を否定し、襲撃者の多くはトランプ支持者であると報告している。

## ギャラリー

1930年代のドイツの反ファシスト運動(ANTIFA)のロゴ
戦後に西ドイツで使われ出した現代のANTIFAのロゴ
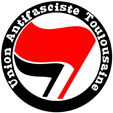
フランス トゥールーズのANTIFA連合のロゴ
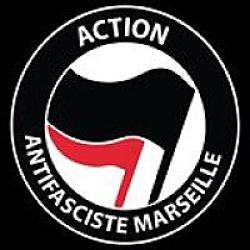
フランス マルセイユのANTIFAのロゴ
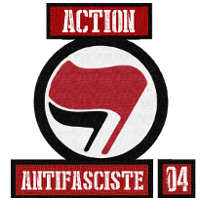
フランスの ANTIFA 04 のロゴ
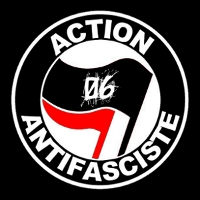
フランス のANTIFA 06のロゴ
オランダのANTIFAのロゴ
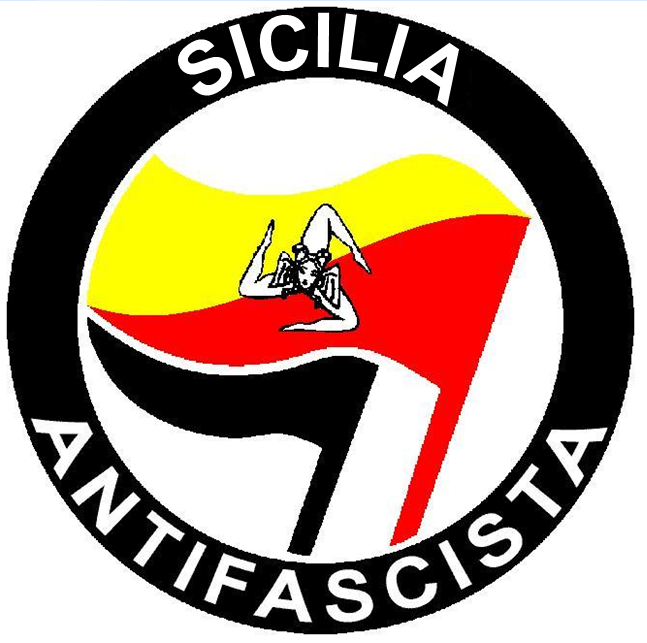
イタリア シチリアのANTIFAのロゴ。中央はシチリアの紋章。
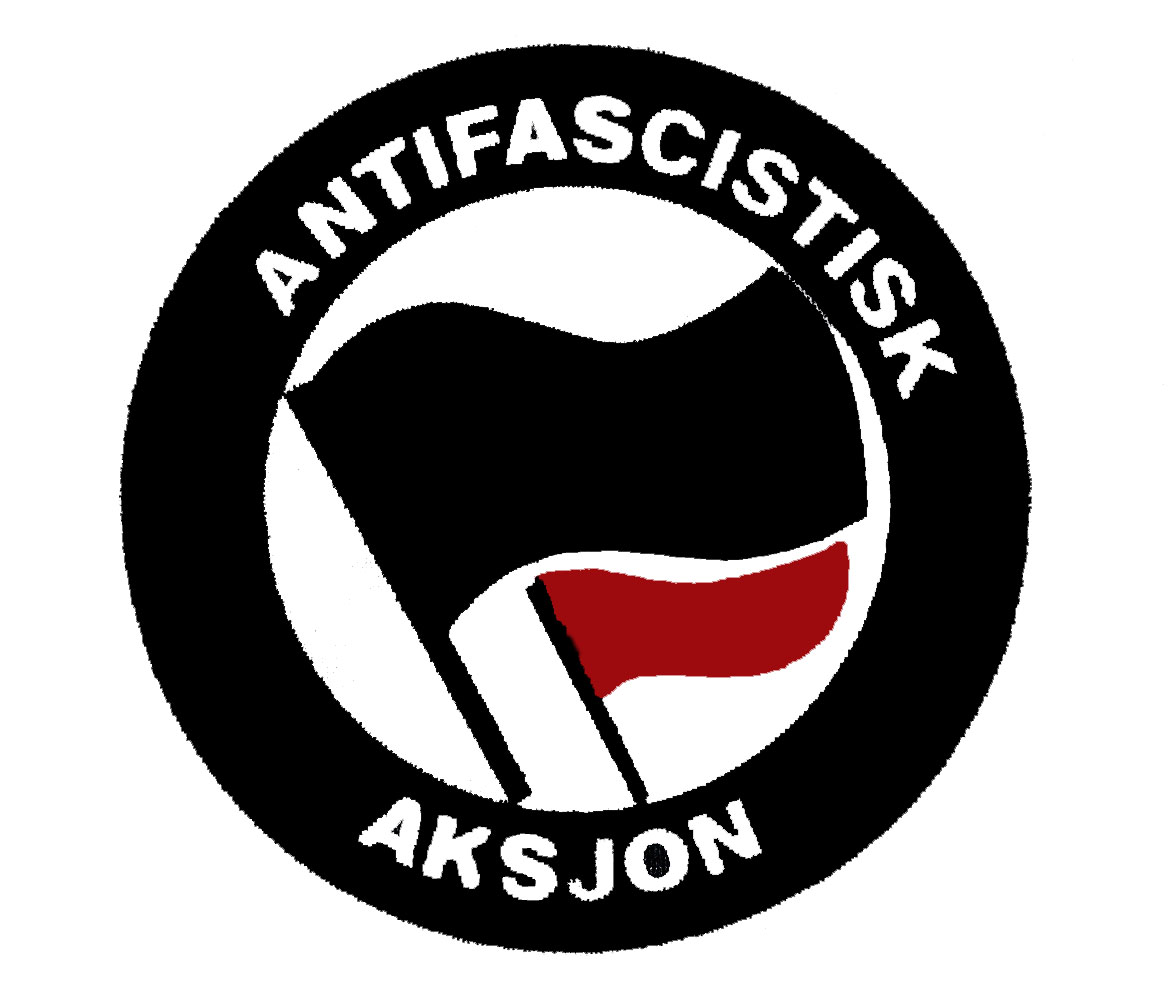
ノルウェーのANTIFAのロゴ
スペインのANTIFAのロゴ
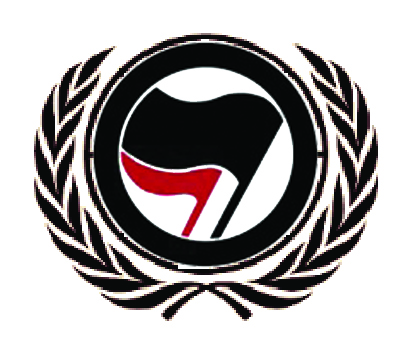
イギリス ロンドンのANTIFAのロゴ
アメリカ合衆国のANTIFAのロゴ
トイレブラシのロゴ。ハンブルクの危険地帯に関する論争で、トイレブラシは抵抗の象徴となり、ARDナイトマガジンの放送に始まり、ソーシャルメディアや街頭抗議で使用された。(2014年 ドイツ)
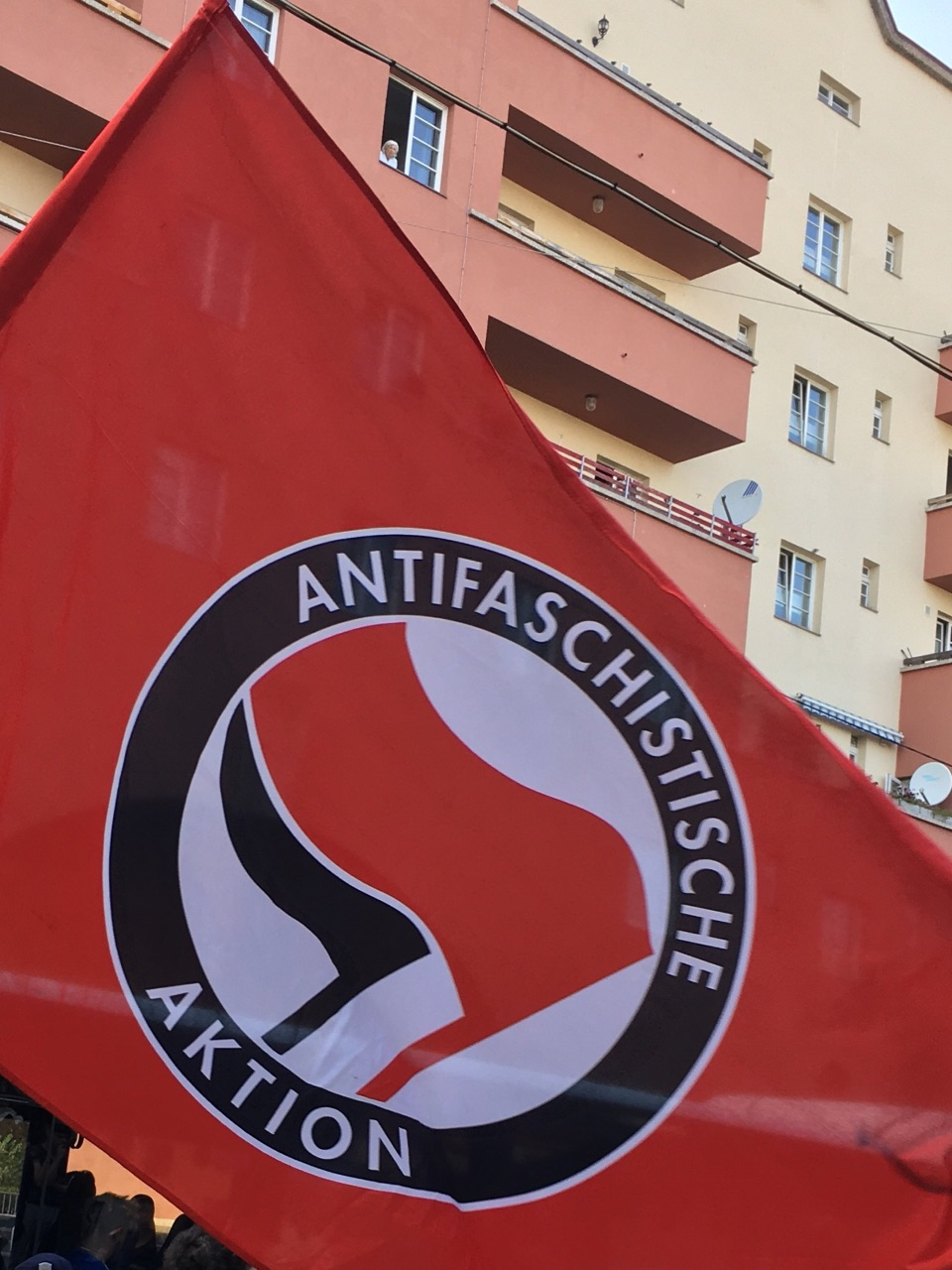
ドイツ カール・マルクス・ホーフ前のANTIFA運動の旗(2017年)
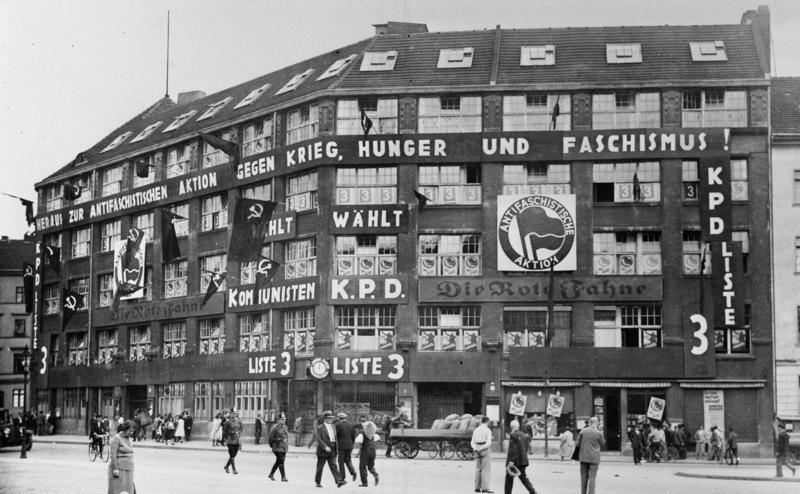
1926年から1933年にドイツ共産党本部であったリープクネヒト館の正面に掲げられた反ファシズム運動(ANTIFA)のロゴと「反ファシズム、反戦、飢餓とファシズム」などの文字。
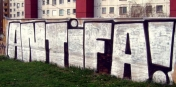
スロバキア トルナヴァでの落書き「ANTIFA!」(2007年)
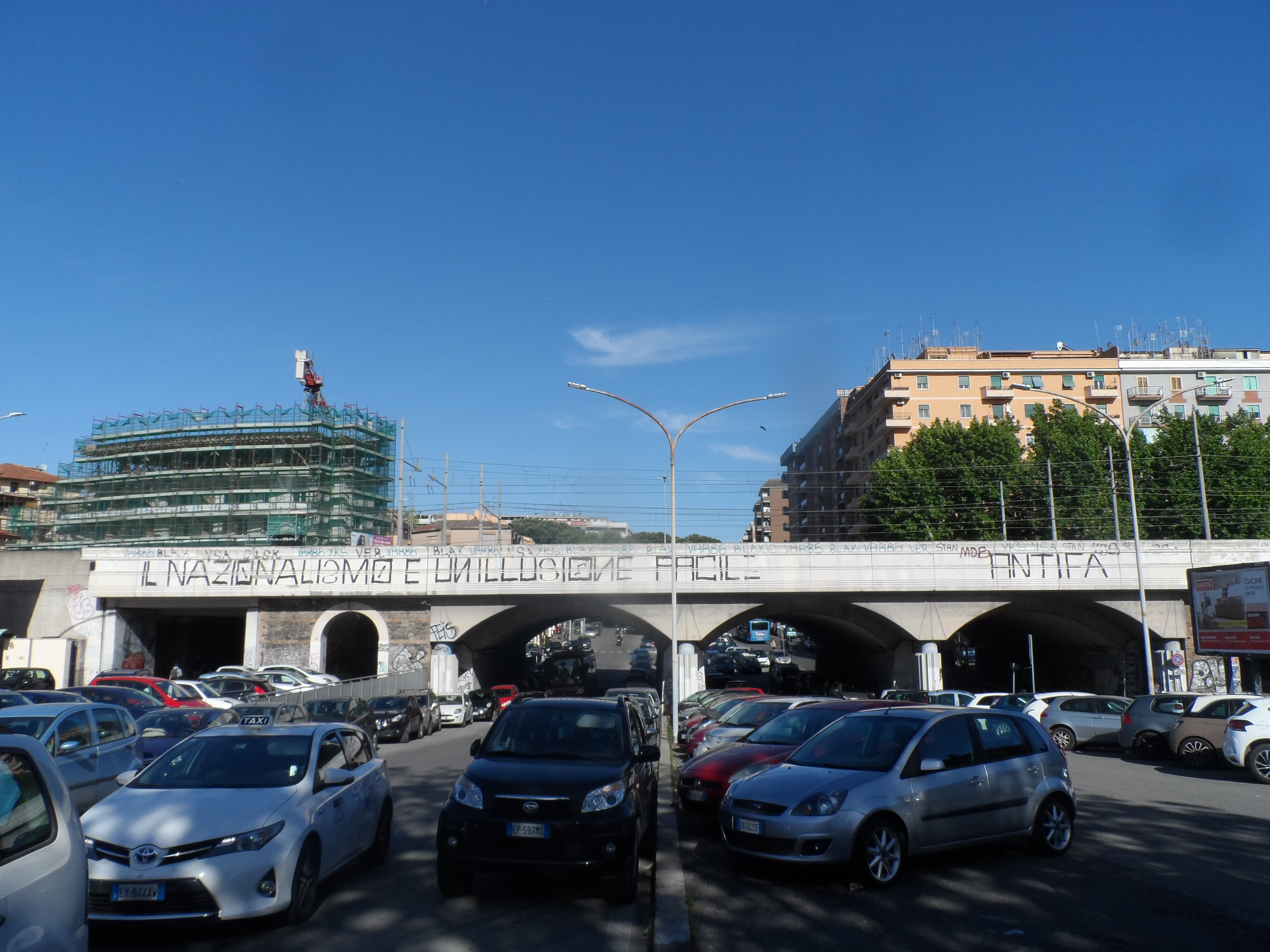
イタリア ローマの橋での落書き「ナショナリズムは安易な幻想だ ANTIFA」(2019年)
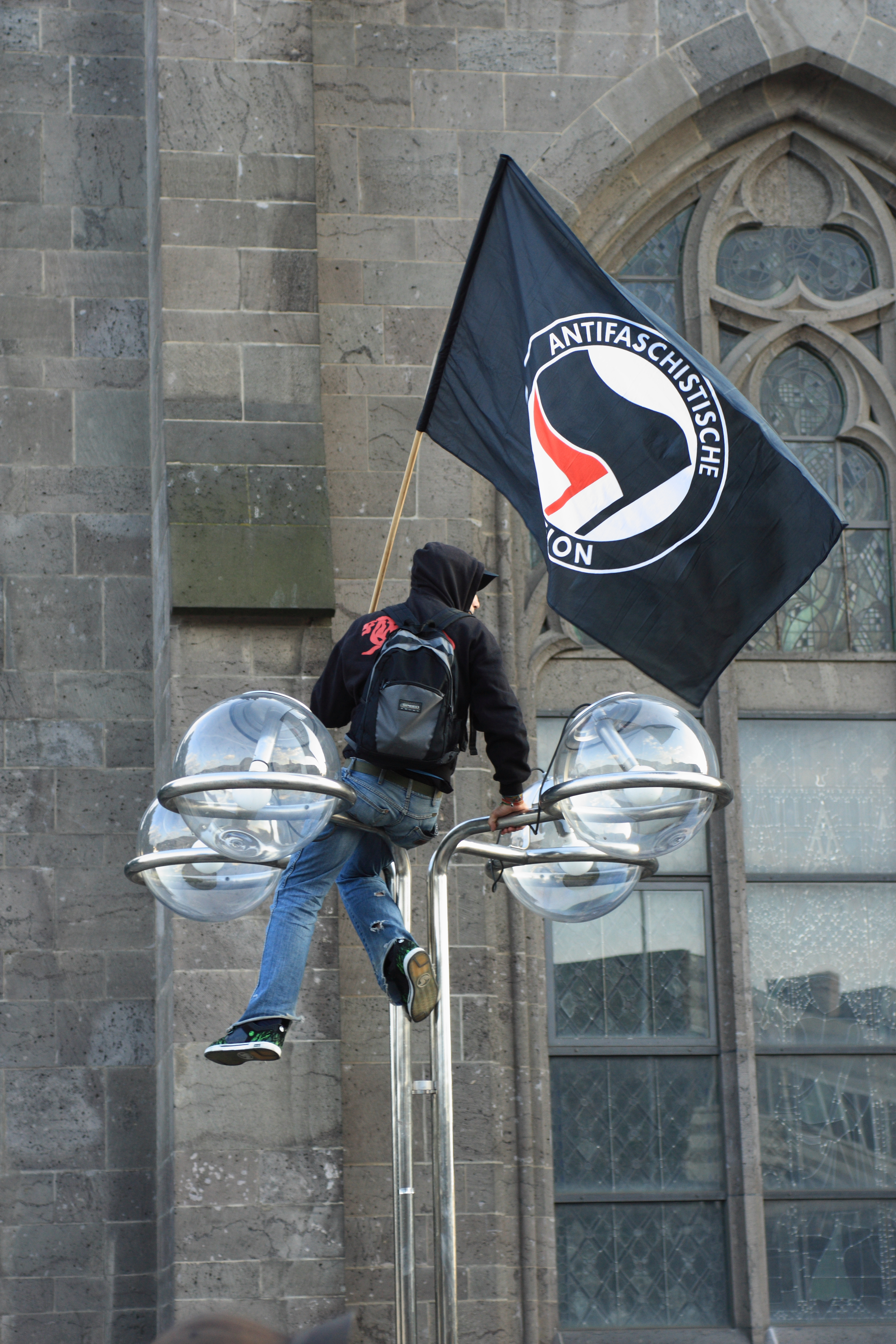
ドイツ ケルンのANTIFA抗議者(2008年)
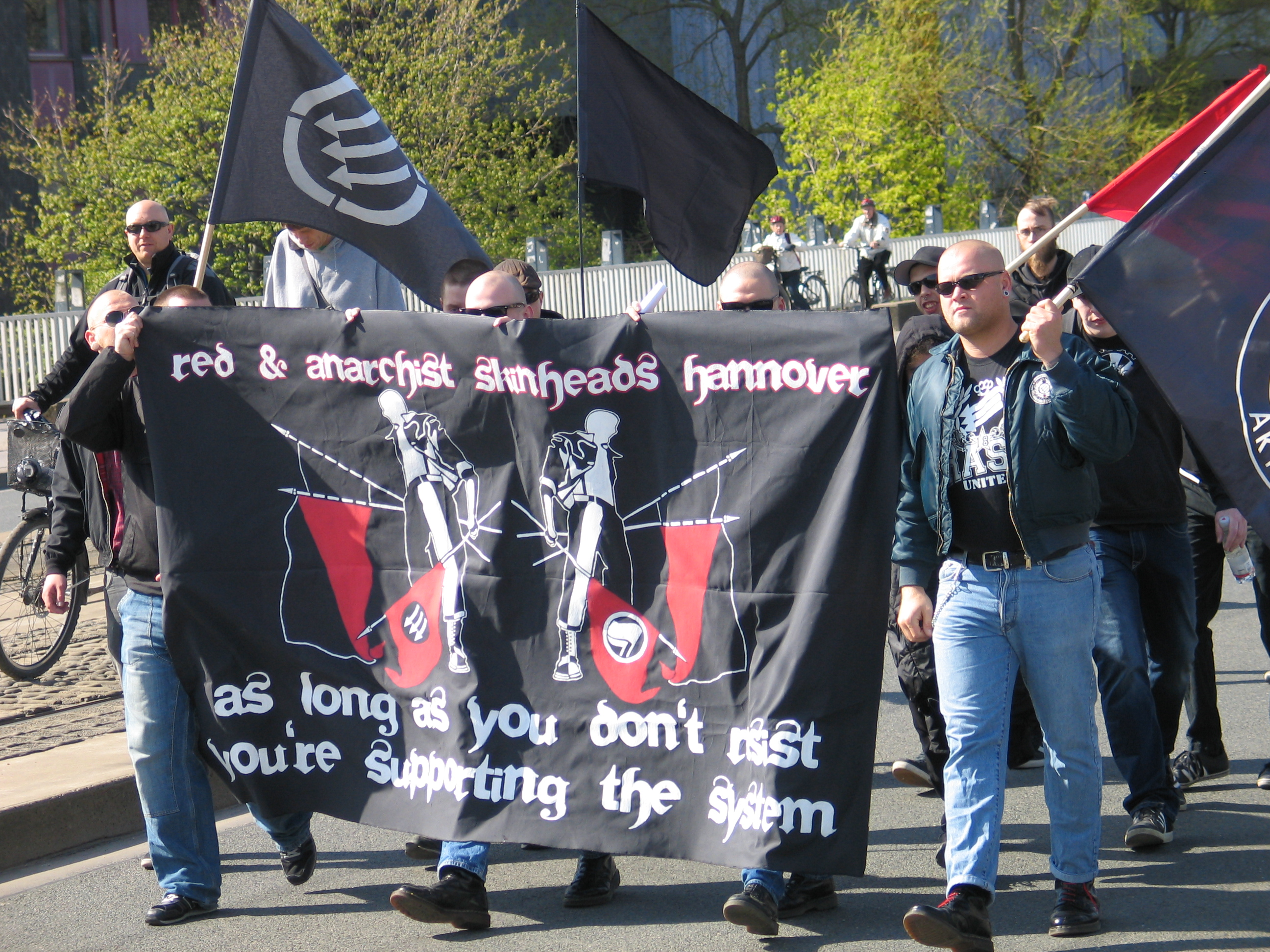
ドイツのANTIFA抗議者。英語で「赤とアナキストのスキンヘッドハノーバー - 抵抗しない限りあなたは体制を支持している」。
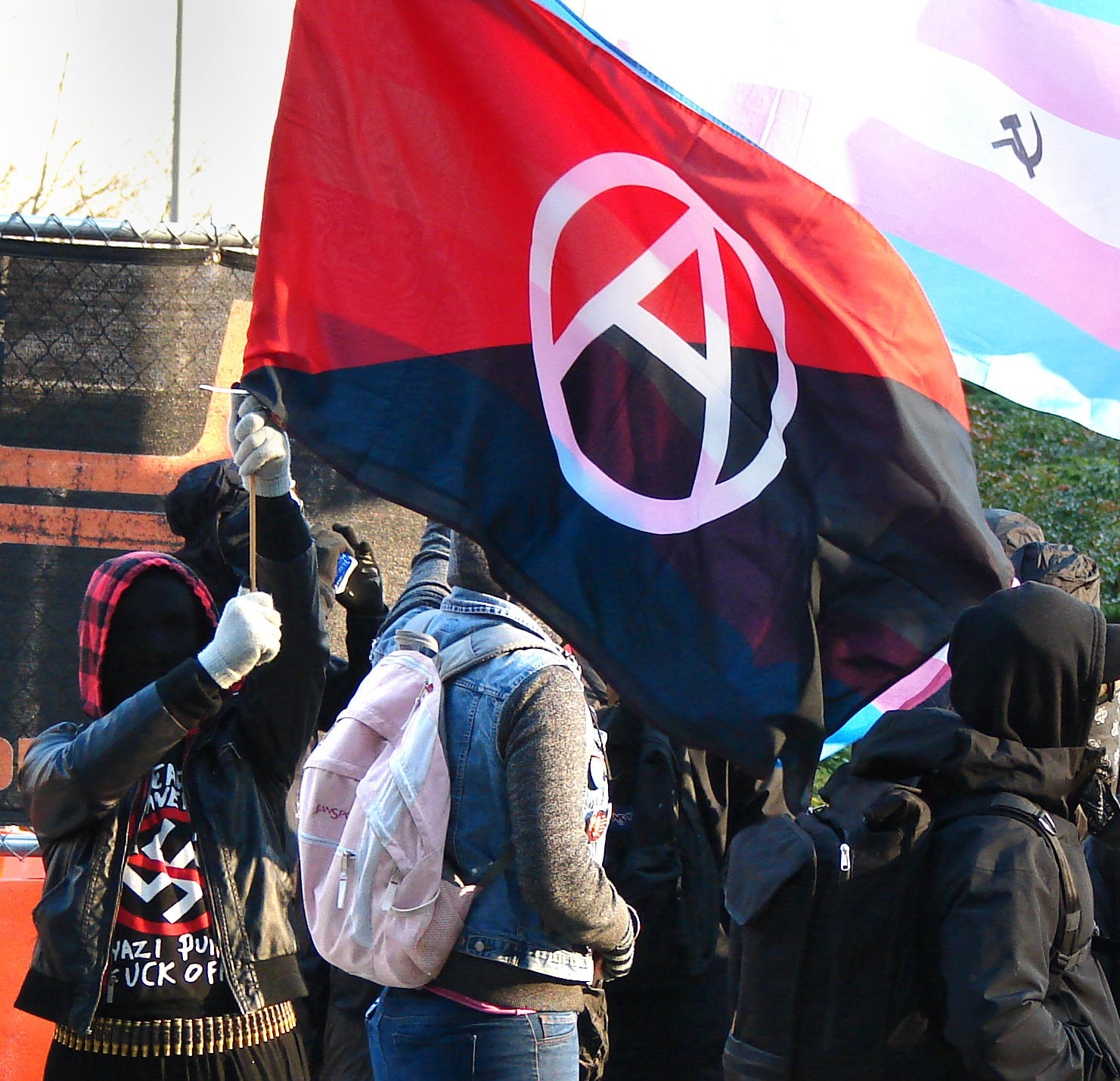
ポートランドにて右翼団体と衝突するアメリカ合衆国のANTIFA抗議者。旗のサークルAはアナキズムを表す。
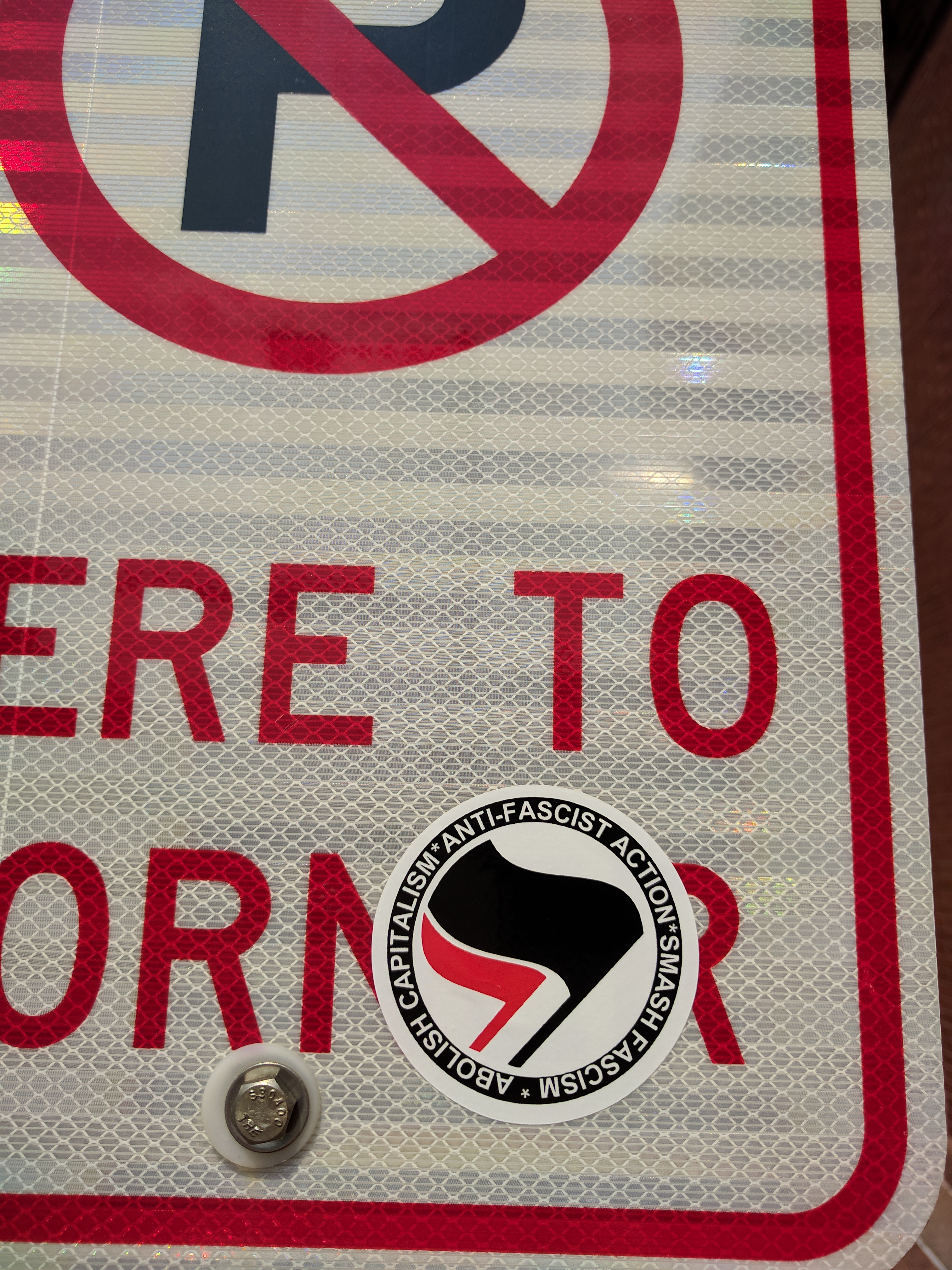
ANTIFAのステッカー。英語で「反ファシスト運動、ファシズム粉砕、資本主義廃止」。
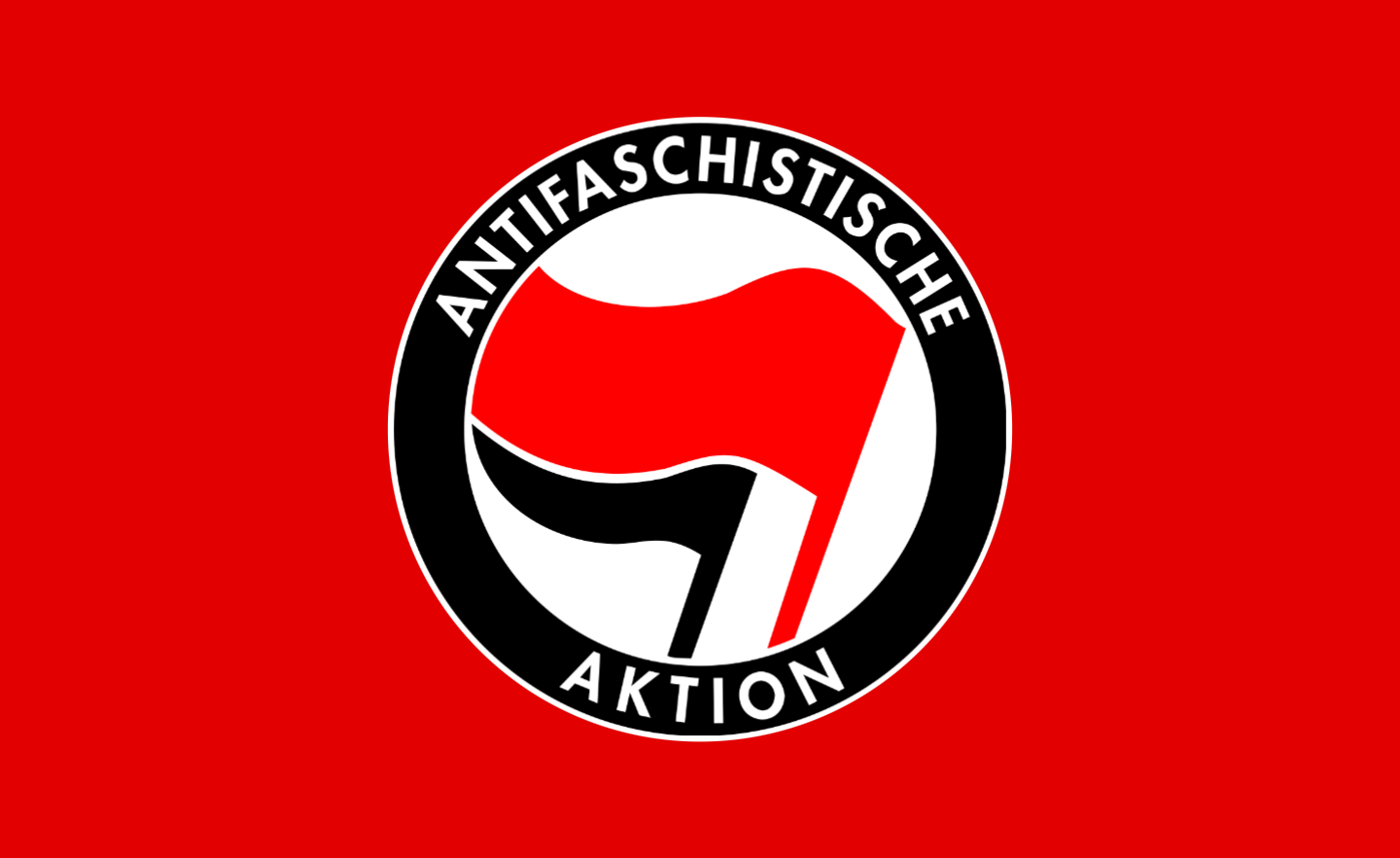
現代のANTIFAの旗。世界中で使用されている。